# Bomber (album)
Pour les articles homonymes, voir Bomber.
Albums de Motörhead
Overkill
(1979) Ace of Spades
(1980)
Singles
1. Bomber
Sortie : 30 novembre 1979 [1]

Bomber est le troisième album du groupe de heavy metal anglais Motörhead. Il est sorti le 27 octobre 1979 sur le label Bronze Records et a été produit par Jimmy Miller.

## Historique

### Enregistrement
Bomber est le deuxième album à sortir sur l'année 1979 et est toujours produit par l'ancien producteur des Rolling Stones, Jimmy Miller. Il est le deuxième volet (après Overkill et avant  Ace of Spades) de la trilogie qui assoiera définitivement Motörhead parmi les leaders du heavy metal. Il fut comme son prédécesseur enregistré dans les Roundhouse Studios et Olympic Studios de Londres. L'enregistrement se déroula entre le 7 juillet  et le 31 août 1979 et cette fois ci le groupe n'eut pas l'occasion de roder ses nouvelles compositions sur la route, certaines furent d'ailleurs écrites en studio pendant l'enregistrement de l'album. Tout ne se passa pas à merveille avec le producteur, Jimmy Miller, ce-dernier avait replongé avec son addiction à l'héroïne. 

### Contenu
Tous les titres de l'album ont été composés par les membres du groupe. Le premier titre de l'album Dead Men Tale No Tales est une chanson virulente contre l'héroïne reflétant clairement le dégoût qu'inspire l'état du producteur à Lemmy. Le titre Step Down est chanté par le guitariste Eddie Clarke. La décision fut prise après que Lemmy en eut marre d'entendre Eddie qui n'arrêtait pas de se plaindre que Lemmy attirait tous les regards sur lui parce qu'il était le chanteur. Lawman est une chanson contre le harcèlement de la police (depuis l'arrestation de Lemmy à Toronto avec Hawkwind, en passant par les ennuis en Finlande et les raid de la police à son appartement et dans les locaux du groupe). Poison est à propos de la rancœur qu'éprouva Lemmy lorsque son père quitta sa mère quand il n'était qu'un enfant, la laissant dans la misère. Talking Head décrit amèrement le pouvoir de la télévision et avec Sharpshooter et Sweet Revenge, Lemmy règle ses comptes avec ceux qui l'ont lésé. Le titre Bomber est inspiré du roman Un ciel pour bombardiers de Len Deighton.

### Réception
Cet album atteignit la 12e place des charts britanniques et resta classé pendant treize semaines. Il sera certifié disque d'argent au Royaume-Uni en juillet 1980 pour plus de 60 000 exemplaires vendus. Le single Bomber se classa aussi dans le UK single top 100 atteignant la 34e place.

### Rééditions
Castle Communications a réédité l'album sur CD en 1996 avec 5 titres supplémentaires. En 2015, la réédition de Sanctuary Records, propose un compact disc supplémentaire avec 10 titres supplémentaires: Over the Top, inédit en album, était la face B du single Bomber, Leaving Here, Stone Dead Forever, Dead Men Tell No Tales et Too Late Too Late sont des titres enregistrés en public qui figureront sur l'EP The Golden Years qui sortira en 1980 et Leaving Here est une reprise d'Eddie Holland datant de 1963. Step Down enregistré en public et chanté par Eddie Clarke en 1982 est une rareté.

### La pochette
La pochette fut dessinée par Adrian Chesterman, elle représente les trois membres du groupe à bord d'un Heinkel He 111, un bombardier allemand datant de la seconde guerre mondiale en plein Blitz. La mascotte du groupe, Snaggletooth, apparait en argenté sur la carlingue. Une structure en aluminium de quarante  pieds (environ douze métres) représentant le bombardier sera construite et amenée en tournée.

## Liste des titres
- Tous les titres sont signés par Lemmy Kilmister, Eddie Clarke et Phil Taylor sauf indications.

Face 1
| No | Titre                  | Auteur | Durée |
| -- | ---------------------- | ------ | ----- |
| 1. | Dead Men Tell No Tales |        | 3:05  |
| 2. | Lawman                 |        | 3:56  |
| 3. | Sweet Revenge          |        | 4:10  |
| 4. | Sharpshooter           |        | 3:19  |
| 5. | Poison                 |        | 2:55  |

Face 2
| No  | Titre              | Auteur | Durée |
| --- | ------------------ | ------ | ----- |
| 6.  | Stone Dead Forever |        | 4:56  |
| 7.  | All the Aces       |        | 3:25  |
| 8.  | Step Down          |        | 3:42  |
| 9.  | Talking Head       |        | 3:42  |
| 10. | Bomber             |        | 3:49  |

Pistes supplémentaires de la réédition de 1996
| No  | Titre                                        | Auteur                   | Durée |
| --- | -------------------------------------------- | ------------------------ | ----- |
| 11. | Over the Top (Face-B du single Bomber)       |                          | 3:21  |
| 12. | Leaving Here (The Golden Years Ep)           | Dozier, Holland, Holland | 3:02  |
| 13. | Stone Dead Forever (The Golden Years Ep)     |                          | 5:20  |
| 14. | Dead Men Tell No tales (The Golden Years Ep) |                          | 2:54  |
| 15. | Too Late, Too late (The Golden Years Ep)     |                          | 3:21  |

### Disc 2 de la réédition Deluxe Edition 2015
| No  | Titre                                        | Auteur                   | Durée |
| --- | -------------------------------------------- | ------------------------ | ----- |
| 1.  | Over the Top (Face-B du single Bomber)       |                          | 3:21  |
| 2.  | Stone Dead Forever (version alternative)     |                          | 4:34  |
| 3.  | Sharpshooter (version alternative)           |                          | 3:16  |
| 4.  | Bomber (version alternative)                 |                          | 3:55  |
| 5.  | Step Down (version alternative)              |                          | 3:29  |
| 6.  | Leaving Here (The Golden Years Ep)           | Dozier, Holland, Holland | 3:02  |
| 7.  | Stone Dead Forever (The Golden Years Ep)     |                          | 5:20  |
| 8.  | Dead Men Tell No tales (The Golden Years Ep) |                          | 2:54  |
| 9.  | Too Late, Too late (The Golden Years Ep))    |                          | 3:21  |
| 10. | Step Down (Live 1982)                        |                          | 3:49  |

## Musiciens
- Lemmy Kilmister: chant, basse
- "Fast" Eddie Clarke: guitares, chant sur Step Down, chœurs
- Phil "Philthy Animal" Taylor: batterie

## Charts et certification

### Album
| Pays        | Durée du classement | Meilleur classement | Date              |
| ----------- | ------------------- | ------------------- | ----------------- |
| Royaume-Uni | 13 semaines         | 12e                 | 27 octobre 1979   |
| France      | 1 semaine           | 198e                | 1er novembre 2019 |

Certification
| Pays        | Certification | Ventes   | Date           |
| ----------- | ------------- | -------- | -------------- |
| Royaume-Uni | Argent        | 60 000 + | 5 juillet 1980 |

### Chart single
| Single | Chart            | Durée du classement | Position | Date             |
| ------ | ---------------- | ------------------- | -------- | ---------------- |
| Bomber | UK Singles Chart | 7 semaines          | 34e      | 15 décembre 1979 |